# Ferry-Dusika-Hallenstadion
Ferry-Dusika-Hallenstadion – hala widowiskowo-sportowa w Wiedniu w Austrii, mogąca pomieścić w zależności od ustawienia do 5365 lub 7700 osób. Została otwarta w 1976, a przebudowana między 1997 a 1999.
Jest nazwana imieniem słynnego austriackiego kolarza Franza „Ferry” Dusiki. Jest przystosowana do goszczenia imprez sportowych z różnych dyscyplin. Odbyły się w niej m.in.:
- Halowe Mistrzostwa Europy w Lekkoatletyce 1979
- Mistrzostwa Świata w Kolarstwie Torowym 1987
- Mistrzostwa Europy w Piłce Siatkowej Mężczyzn 1999
- Halowe Mistrzostwa Europy w Lekkoatletyce 2002
- Mistrzostwa Świata w Short Tracku 2009
- Mistrzostwa Europy w Judo 2010

W 2015 podczas kryzysu migracyjnego służyła jako tymczasowe miejsce pobytu kilku tysięcy uchodźców.